# Галицкий район (Львов)

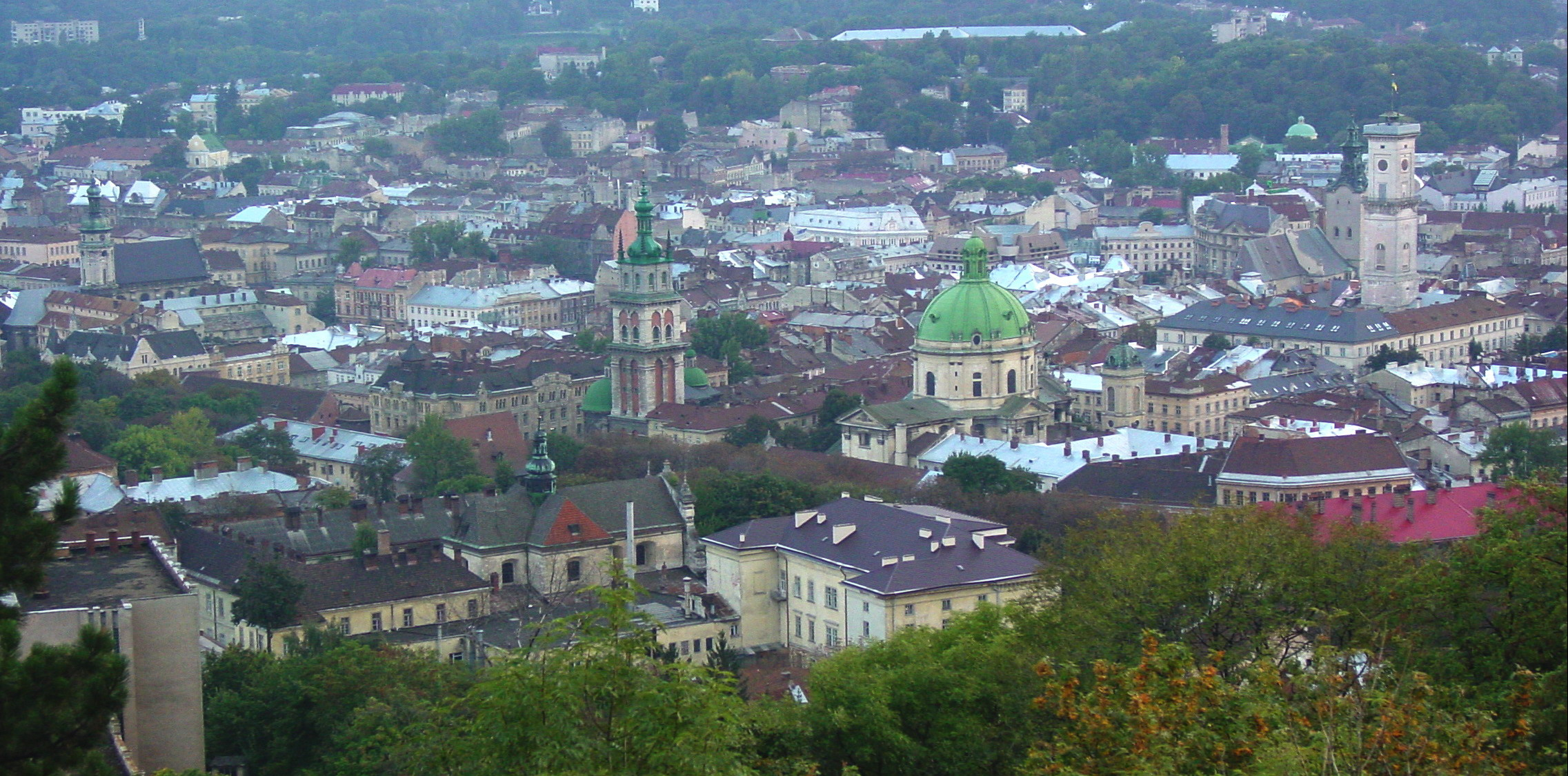
Вид на центральную часть Львова

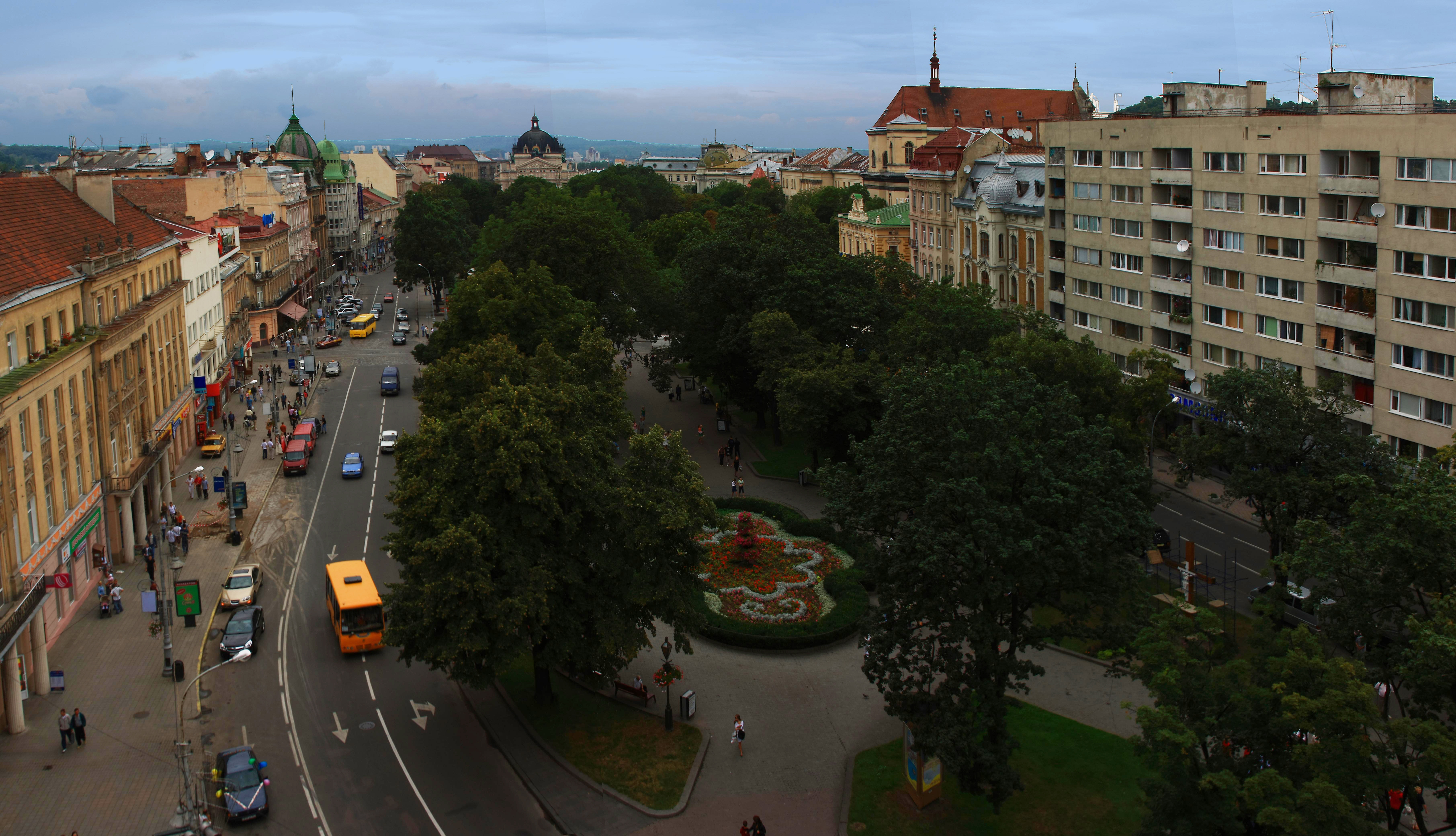
Вид на центральную улицу Львова — проспект Свободы

Га́лицкий район (укр. Галицький район) — один из районов Львовской общины, который охватывает территорию центральной части города Львова: Средместье, Цитадель, Софиевку (частично), Снопков (частично). Постоянное население на 14 декабря 2023 года — 58 000 человек.
Ленинский район был образован 12 апреля 1951 года при разукрупнении Сталинского, Красноармейского и Железнодорожного районов. В конце 1980-х Ленинский район был переименован в Галицкий район. В результате административной реформы 2002 года из Галицкого района были выделены Галицкий и Сыховский районы.
По оценкам географа Романа Лозинского в результате реформы «повышенный удельный вес русского и в целом русскоязычного населения наблюдается именно в центральной части Львова».
Основные улицы: проспект Свободы, Шевченко, Дорошенко, Коперника, площадь Рынок. В Галицком районе сосредоточено множество административных и культурных учреждений, архитектурных памятников. По своей площади Галицкий район — наименьший среди всех районов Львова и не граничит с сельскими районами.
На территории района находятся парки имени Ивана Франко (парк Костюшко) и На валах.
Адрес райгосадминистрации: Львов, ул. Ф. Листа, 1, 79000. Глава районной госадминистрации: Ирина Маруняк.